# Vekunta albipennis
Vekunta albipennis är en insektsart som beskrevs av Matsumura 1914. Vekunta albipennis ingår i släktet Vekunta och familjen Derbidae. Inga underarter finns listade i Catalogue of Life.